# Underoath

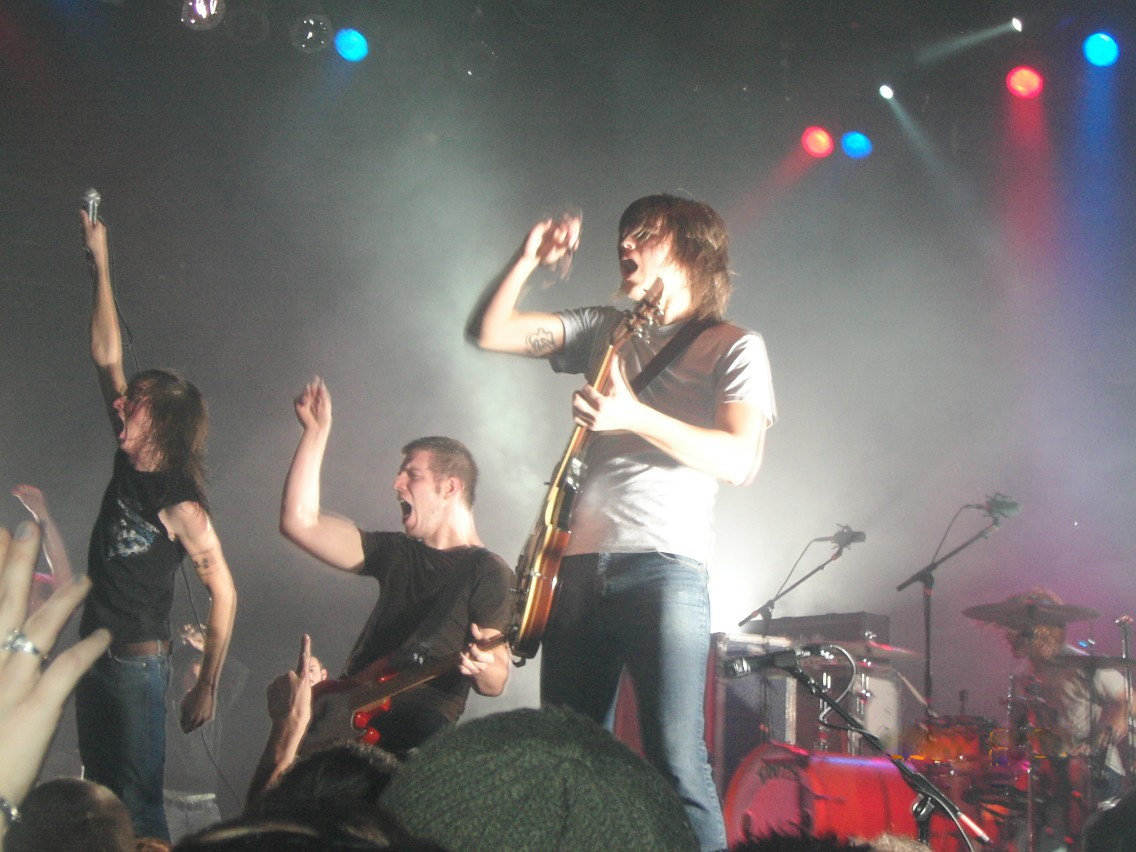
Underoath

Underoath (soms geschreven als Underøath of UnderOATH)  is een christelijke post-hardcoreband uit Ocala. Hun muziekstijl heeft door de jaren heen diverse wijzigingen ondergaan, maar wordt meestal metalcore genoemd.

## Geschiedenis
Underoath werd in 1998 gevormd in de slaapkamer van vocalist Dallas Taylor in Ocala (Florida). De band tekende bij bij Takehold Records in 1999 en hetzelfde jaar brachten ze daar hun album uit, Act of Depression. Het album werd het jaar daarna opgevolgd door het album Cries of the Past, waarop vijf nummers staan en dat veertig minuten duurt. Door de jaren heen zijn er vele personeelswisselingen geweest. De stijl van de band is door de jaren heen gepolijster geworden. Het kan omschreven worden als post-hardcore, screamo of melodieuze deathmetal met elektronische elementen.
In 2001 werd Takehold Records gekocht door Tooth & Nail Records. De band kwam daardoor terecht bij Solid State Records.
De band bestond toen uit zes bandleden en ging werken aan een debuut bij Solid State Records met producer James Paul Wisner (bekend van Further Seems Forever en New Found Glory). Het album The Changing of Times kwam uit op 26 februari 2002. Door de vele nieuwe bandleden koos de band voor een meer toegankelijkere 'sound' dan voorheen. Hierdoor ontstond veel kritiek door de bestaande fans die het oude geluid gewend waren.
In 2003 toerde de band met de Vans Warped Tour door de Verenigde Staten maar hun deelname aan deze tour kwam tot een halt doordat de zanger Dallas Taylor de band opeens verliet door omstandigheden in zijn relatie destijds. Dallas Taylor is momenteel de vocalist van de southern rock / metalcore band Maylene and the Sons of Disaster. 
Underoath stopte met de tour en de toekomst van de band was niet meer zeker. Wel toerde de band door met Atreyu en een tijdelijke vocalist, Matt Tarpey. Later dat jaar kwam de band tijdens een optreden opeens met een nieuwe zanger: Spencer Chamberlain (voorheen van de band This Runs Through).

### They're Only Chasing Safety
In het begin van 2004 kwam de band met een nieuw, succesvol album: They're Only Chasing Safety. De band had afstand gedaan van hun metal roots en drummer Gillespie maakte indruk doordat hij het zingen voor zich nam en het schreeuwgedeelte door Chamberlain werd gedaan.
Zowel het nummer Reinventing Your Exit en It's Dangerous Business Walking Out Your Front Door waren de singles van dit album en deze waren regelmatig te zien als videoclip op de muziekzenders MTV2 en Fuse TV.
Hierna ging het snel met de band en kwamen ze op sommige hitlijsten op nummer 1 binnen en begonnen ze ook aan een headlining tour door de VS. De band bracht door het succes ook een luxe versie uit van het album They're Only Chasing Safety met vier nieuwe nummers, nieuwe hoes en een dvd met meer dan twee uur materiaal.

### Define the Great Line
Underoath begon in januari 2006 met het opnemen van hun vijfde album. Matt Goldman, een lid van Blue Man Group en Adam Dutkiewicz, gitarist van Killswitch Engage, werkten met de band aan het produceren van het album dat Define the Great Line zou gaan heten. Het album kreeg de melodieën zoals bij They're Only Chasing Safety maar met meer metalcore, ongeveer zoals in de begintijd van de band.
Een vroege versie van het album lekte uit via Torrent sites maanden voordat het album uit zou komen. De bandleden lieten weten dat het ging om een gelekte versie die nog niet klaar was. Het was een zogenaamde rauwe kopie van album zonder enkele elementen die wel op de uiteindelijke versie zouden komen die daardoor heel anders klinkt.
In de lente van 2006 vloog de band naar Zweden om daar video's op te nemen voor In Regards to Myself en Writing on the Walls. Deze laatste werd gekozen als de single van het album en de clip werd in 2007 genomineerd voor een Grammy voor Best Short Form Music Video.
Toen het album op 20 juni 2006 uitkwam, werden er in de eerste week 98.000 exemplaren van verkocht en het album kwam uit op nummer twee in de Billboard 200. De eerste vier weken bleef het album ook op nummer twee staan. In de Christian, Christian/Gospel, and Rock charts kwam het album binnen op nummer 1.
Tegelijkertijd met het uitkomen van het album kwam de band ook met een speciale editie waarbij een dvd zat met enkele achter-de-schermen-beelden en een making-of-video.
Underoath toerde door Europa, Australië en Azië in de herfst van 2006, samen met de bands Taking Back Sunday, Senses Fail en Saosin. De band nam ook nog video's op voor de nummers "You're Ever So Inviting" en "A Moment Suspended in Time" in februari 2007. 
Kort nadat het album was opgenomen nam drummer/vocalist Aaron Gillespie een album op voor zijn side project The Almost.  Dit album, Southern Weather, kwam uit op 3 april 2007 op Tooth & Nail Records. Gillespie toerde met zijn band wanneer hij niet toerde met Underoath.

### Vertrek Aaron Gillespie
Op 5 april 2010 werd op de blogs van Underoath bekendgemaakt dat Aaron Gillespie de band zou verlaten na het laatste optreden van de Europese tour. Drummer Daniel Davison zou daarvoor in de plaats komen. Men verwachtte dat het volgende album heel anders zal worden omdat er geen normale zang (clean vocals) meer zal zijn in de nieuwe nummers. Aaron Gillespie was het laatste Underoath-bandlid dat de oprichting van de band heeft meegemaakt.

### Rebirth tour en terugkomst Aaron Gillespie
In 2015 is bekendgemaakt dat Underoath weer bij elkaar zou komen om een rebirth tour in 2016 te doen. De bandleden hebben duidelijk gemaakt dat ze blijven touren.

## Bandleden
- Spencer Chamberlain- vocalen (2003-nu)
- Timothy McTague - gitaar (2001-nu)
- James Smith - gitaar (2003- nu)
- Christopher Dudley - keyboard (2000-nu)
- Grant Brandell - basgitaar (2002-nu)
- Aaron Gillespie- drums/vocalen (1998-nu)

Tijdlijn

## Voormalige bandleden
- Dallas Taylor - vocalen (1998-2003)
- Matthew Clark - basgitaar (2000-2001)
- Octavio Fernandez - basgitaar (1999-2000), gitaar (2000-2002)
- Billy Nottke - basgitaar (2001-2002)
- Scott Nunn -  gitaar (2002-2003)
- Corey Steger - gitaar (1998-2001)
- Ray Anasco - basgitaar (1998-1999)
- Luke Morton - gitaar (1998-1999)
- Alena Cason - vocalen (2000)
- Daniel Davison - drums (2010 - 2013) ex-Norma Jean

## Discografie

### Studioalbums
| 1999                                                    | Act of Depression - Uitgebracht: 4 juli 1999 - Label: Takehold                        | —   | — | — | — | —  | —  | —  | —   |            |
| 2000                                                    | Cries of the Past - Uitgebracht: 4 juli 2000 - Label: Takehold                        | —   | — | — | — | —  | —  | —  | —   |            |
| 2002                                                    | The Changing of Times - Uitgebracht: 26 februari 2002 - Label: Solid State            | —   | — | — | — | —  | —  | —  | —   |            |
| 2004                                                    | They're Only Chasing Safety - Uitgebracht: 15 juni 2004 - Label: Solid State          | 101 | — | 7 | 1 | —  | —  | —  | —   | - US: Gold |
| 2006                                                    | Define the Great Line - Uitgebracht: 20 juni 2006 - Label: Tooth & Nail               | 2   | 1 | 1 | — | —  | 28 | 37 | —   | - US: Gold |
| 2008                                                    | Lost in the Sound of Separation - Uitgebracht: 30 augustus 2008 - Label: Tooth & Nail | 8   | 3 | 1 | — | 15 | 36 | —  | 169 |            |
| 2010                                                    | Ø (Disambiguation) - Uitgebracht: 9 november 2010 - Label: Tooth & Nail               | 23  | 4 | 1 | — | 41 | 74 | —  | —   |            |
| 2018                                                    | Erase Me - Uitgebracht: 6 april 2018 - Label: Fearless                                | 16  | 4 | — | — | 67 | 52 | —  | —   |            |
| "—" geeft aan dat het album geen notering behaald heeft |                                                                                       |     |   |   |   |    |    |    |     |            |